# Kengir-Aufstand

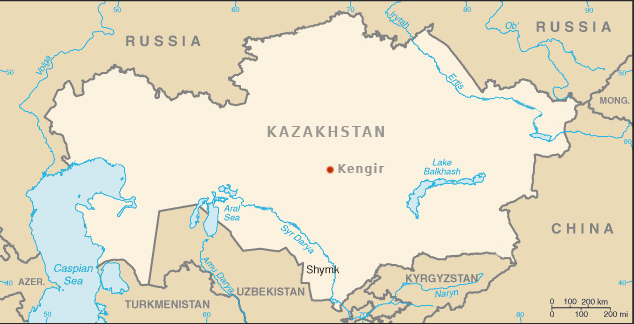
Lage des Lagers im heutigen Kasachstan

Der Kengir-Aufstand war ein Gefangenenaufstand in dem sowjetischen Straf- und Sonderlager des MWD in Kengir, der vom 16. Mai bis zum 26. Juni 1954 andauerte. Er war eine von drei großen Rebellionen im Straf- und Arbeitslagersystem des Gulag. Das Lager in Kengir trug die offizielle Bezeichnung Sonderlager Nr. 4 oder Steppen-Arbeitsbesserungslager, kurz StepLag; es lag in Kasachstan bei der Stadt Schesqasghan und hatte zu der Zeit Platz für über 10.000 Gefangene.

## Geschichte

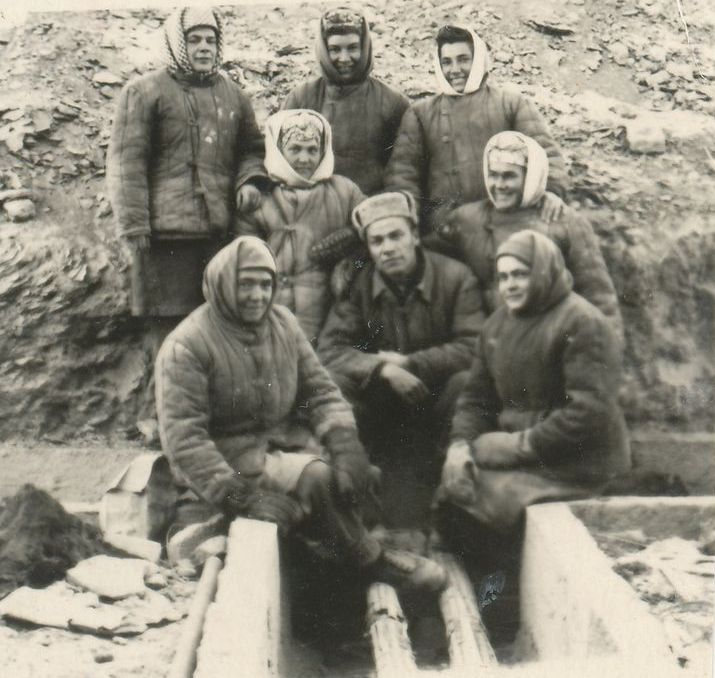
Eine Gruppe von politischen Häftlingen in Kengir

Im Sommer 1954 überwältigten die Insassen die Wachposten des Lagers und übernahmen die Kontrolle. Während des 40 Tage andauernden Aufstandes wurde eine eigene Lagerregierung unter der Führung eines früheren Obersten der Sowjetarmee gewählt, sie schuf sich eigene Verwaltungsabteilungen wie Agitation und Propaganda, Dienstleistungen, Verpflegung, Innere Sicherheit, Verteidigung und Technische Dienste. Inhaftierte Priester führten Trauungen durch. An dem Aufstand führend beteiligt waren viele sowjetische Veteranen des Zweiten Weltkrieges sowie Internierte aus dem Baltikum und der Westukraine. Der Aufstand war zeitweilig von einem Hungerstreik begleitet, an dem die Insassen mehrerer Baracken teilnahmen. Solschenizyn berichtet in seinem Buch Der Archipel Gulag über eine Art Propagandakrieg, der von beiden Seiten mit Radiosendern, Flugblättern und sogar mit beschriebenen Papierdrachen betrieben wurde.

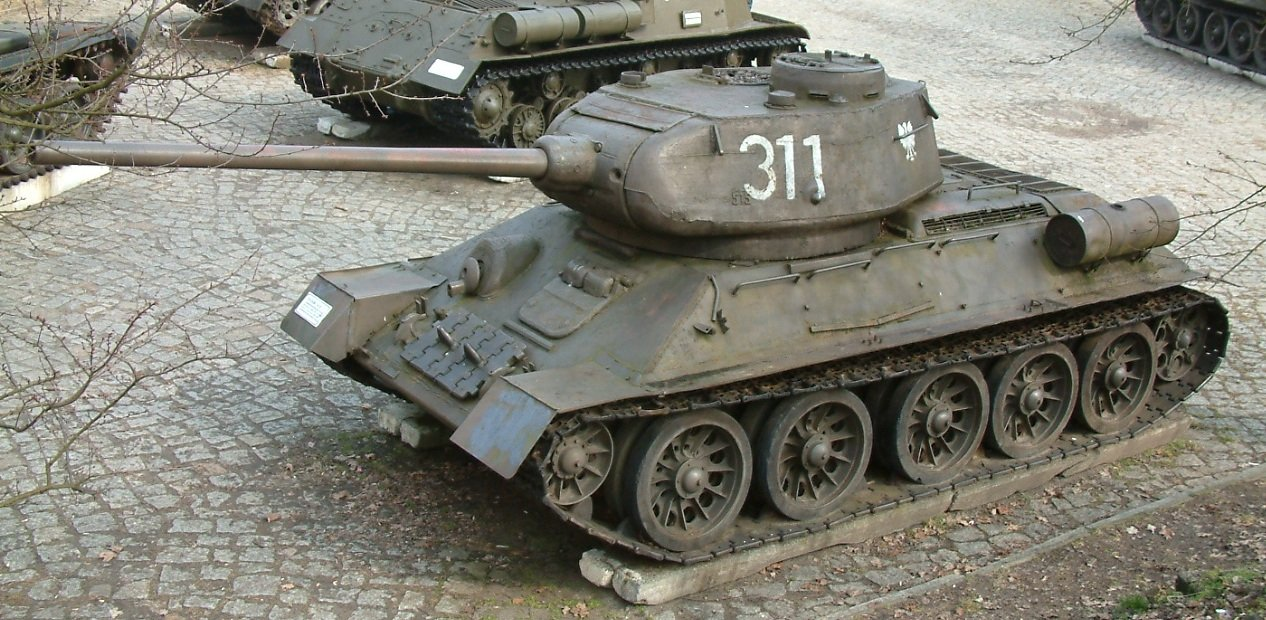
T-34-Panzer wurden eingesetzt, um den Aufstand zu beenden. Sie brachten mit Stacheldraht beladene Böcke heran und feuerten Blendgranaten ab, um Verwirrung und Angst zu verbreiten.

Am Ende erlangten die sowjetischen Wachmannschaften mit Hilfe von Einheiten der herbeigeholten Sowjetarmee durch den Einsatz von Panzern wieder die Kontrolle über das Lager. Nach Auskünften von Veteranen des Aufstandes wurden dabei sechs- bis siebenhundert Menschen getötet oder verletzt.